# Ґалкі (гміна Русінув)
Ґалкі (пол. Gałki) — село в Польщі, у гміні Русинув Пшисуського повіту Мазовецького воєводства.
Населення — 342 особи (2011).
У 1975-1998 роках село належало до Радомського воєводства.

## Демографія
Демографічна структура станом на 31 березня 2011 року:
|          | Загалом | Допрацездатний вік | Працездатний вік | Постпрацездатний вік |
| -------- | ------- | ------------------ | ---------------- | -------------------- |
| Чоловіки | 160     | 39                 | 107              | 14                   |
| Жінки    | 182     | 39                 | 97               | 46                   |
| Разом    | 342     | 78                 | 204              | 60                   |